# Opalmossa
Opalmossa (Pohlia cruda) är en mossa med vitgrönaktiga skott som särskilt kännetecknas av dess blad har en blågrönaktig opalliknande glans. 
Mossan blir 2–3 centimeter hög och har vanligen sparsamt med sporhus. Dessa är i jämförelse med sporhusen hos den till samma släkte hörande nickmossan (Pholia nutans) mer vågrätt ställda samt något avlånga. 
Opalmossan växer på skuggiga platser, som klippskrevor, hålor och grottor. Den vill helst ha sandig jord och undviker kalk.